# Fontaine de Neptune (Laeken)
Pour les articles homonymes, voir Fontaine de Neptune.
La fontaine de Neptune (en néerlandais : Neptunusfontein) est une fontaine située à Laeken dans le quartier du Mutsaard, en Belgique. Il s'agit d'une copie de la fontaine de Neptune de Bologne.

## Historique

### L'idée
En 1900, alors qu'il visite l’Exposition universelle de Paris, le roi Léopold II est fasciné par une attraction intitulée le « Tour du Monde ». Il veut s'en inspirer pour l'environnement de son palais royal de Laeken, où il voudrait créer une rue bordée de pavillons exotiques et de répliques de monuments célèbres. De ce projet d’aménagement urbain naîtront finalement le Pavillon chinois, la Tour japonaise (tous deux de l’architecte Alexandre Marcel) et une copie de la fontaine de Neptune de Bologne. L’avenue de Meysse est également aménagée afin de renforcer le rayonnement du Domaine royal et des serres ainsi qu’à en faciliter l’accès. C'est ainsi qu'est percée l’avenue Jean de Bologne, nommée en hommage au sculpteur flamand, auteur de l'original de la statue de Neptune à Bologne, datée de 1563-1567.

### La réalisation
Le roi Léopold II commande la copie officielle de la fontaine de Neptune auprès de l'antiquaire romain Giuseppe Sangiorgi (it), connu pour ses copies de monuments célèbres. Elle lui coûte 146 000 francs-or (ou 8 000 000 francs belges). La mise en place est effectuée en avril 1903 par l'architecte de jardin Elie Lainé.

### La détérioration
Les matériaux utilisés n’étant pas adaptés aux conditions météorologiques belges, la statue de Neptune doit être emballée pour l’hiver, lui valant le sobriquet d’« homme de paille ». Les éléments en marbres et en bronze de la fontaine se dégradent au fil du temps, le système d’approvisionnement en eau est hors service depuis 1937, et plus aucune eau ne jaillit de la fontaine de 1965 à 2019.

### La restauration
La Région bruxelloise fait restaurer la fontaine entre 2016 et 2019, pour un montant de 700 000 euros,.
En plus des marbres et bronzes, le système d’approvisionnement a été entièrement refait, et, après 54 années d’inactivité, l’eau jaillit à nouveau de la fontaine,.

## Emplacement
La fontaine se trouve sur l'avenue Van Praet, au sud-ouest des musées d'Extrême Orient, au nord des Serres royales, et au nord-est du château du Belvédère.

## Description
La fontaine de Neptune de Laeken est une copie de celle qui se trouve à Bologne, réalisée en 1563-1567, en l’honneur du pape Pie IV : le socle en pierre est dû à l'architecte Bartolomeo Ammannati en collaboration avec Tommaso Laureti Siciliano, tandis que la sculpture en bronze de Neptune est réalisée par Jean de Bologne (ou Giambologna), originaire de Douai, dans ce qui était alors le Comté de Flandre.
La fontaine représente Neptune, le Dieu de la Mer, des Océans et des Eaux, entouré de quatre sirènes (Néréides) à ses pieds qui déversent des filets d’eau par leurs seins. Les fleuves des quatre continents connus à l’époque sont évoqués par ces allégories féminines aux coins de la fontaine d’où l’eau jaillit : le Gange pour l’Asie, le Danube pour l’Europe, l’Amazone pour l’Amérique et le Nil pour l’Afrique.

## Galerie

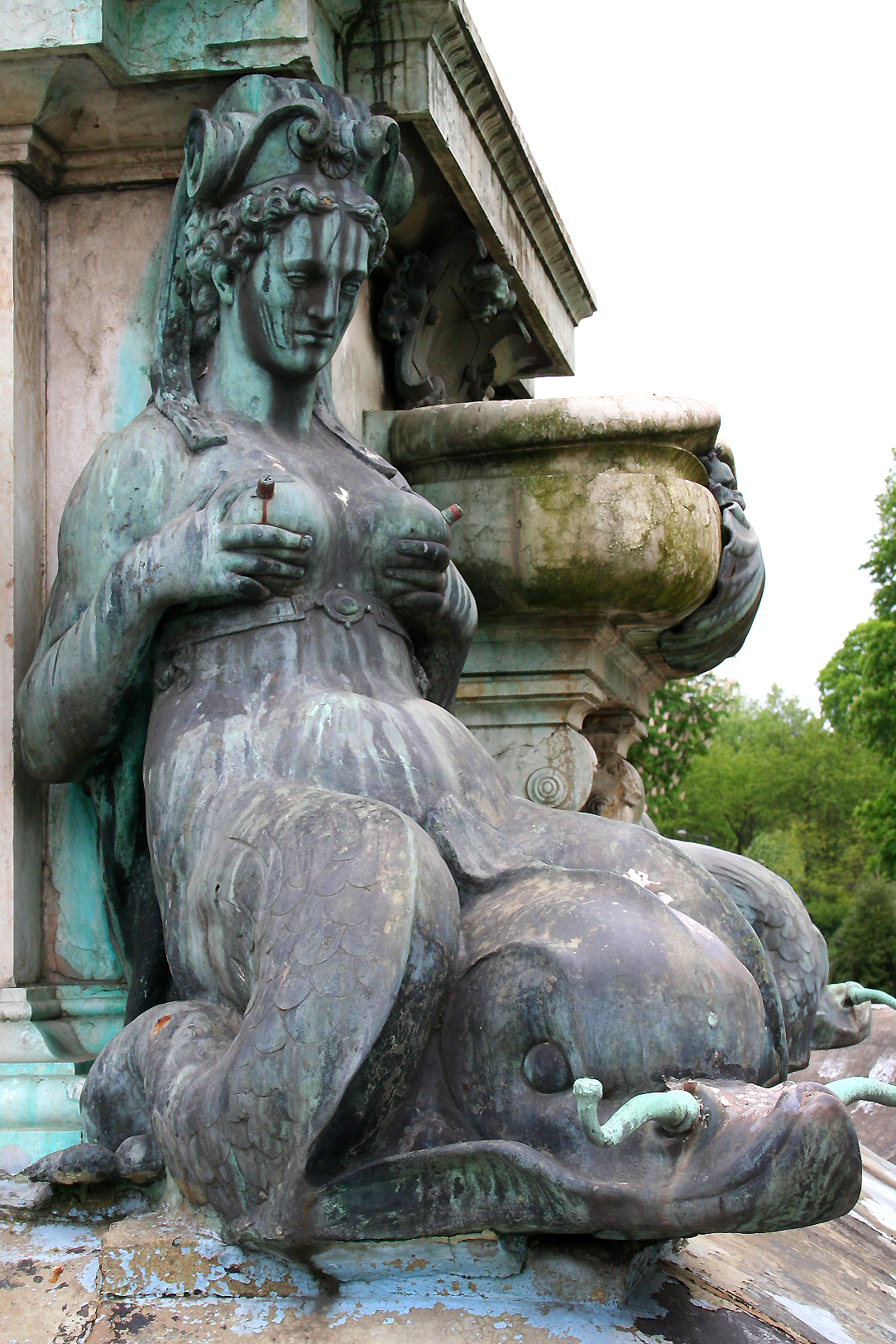
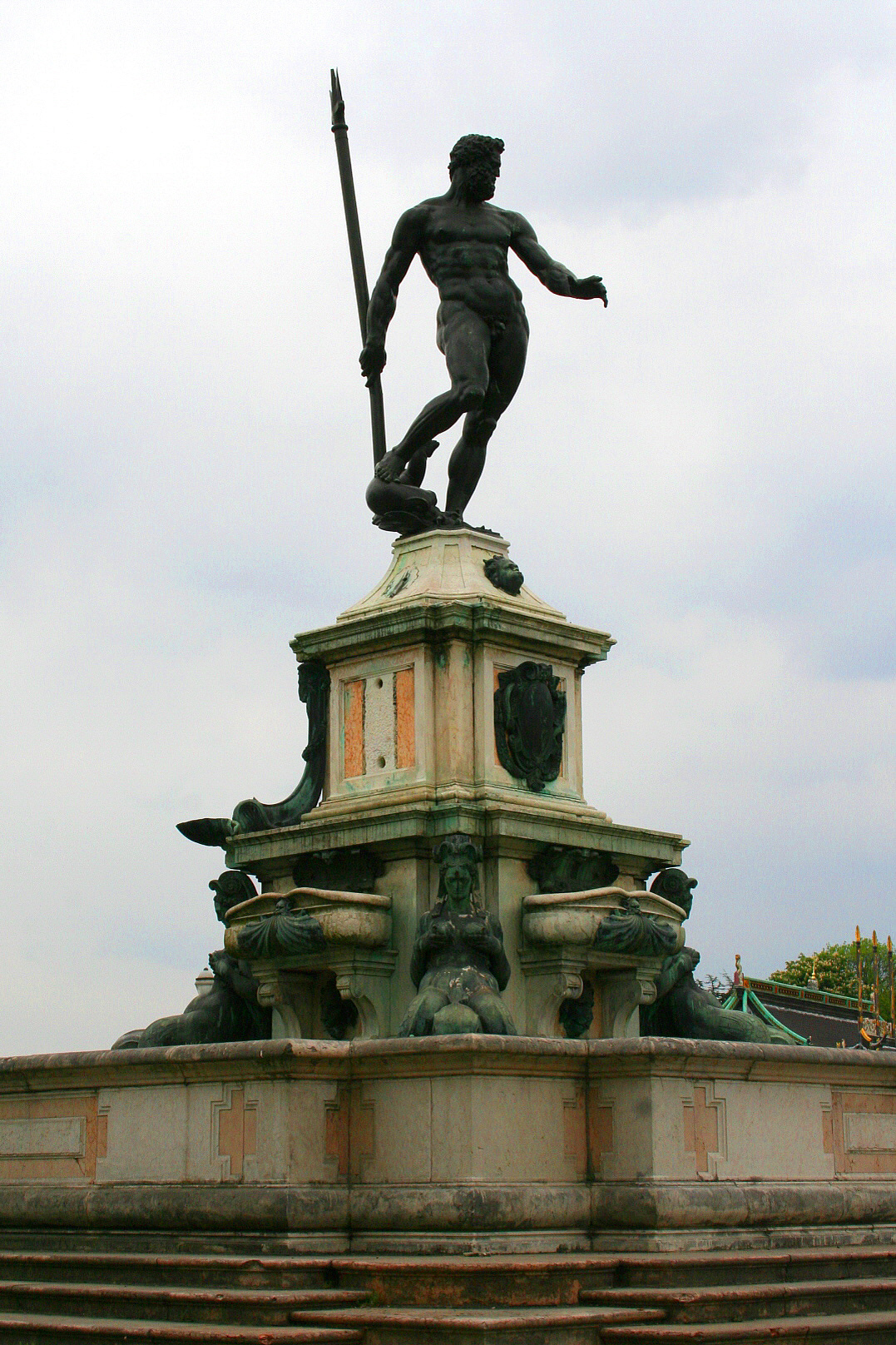
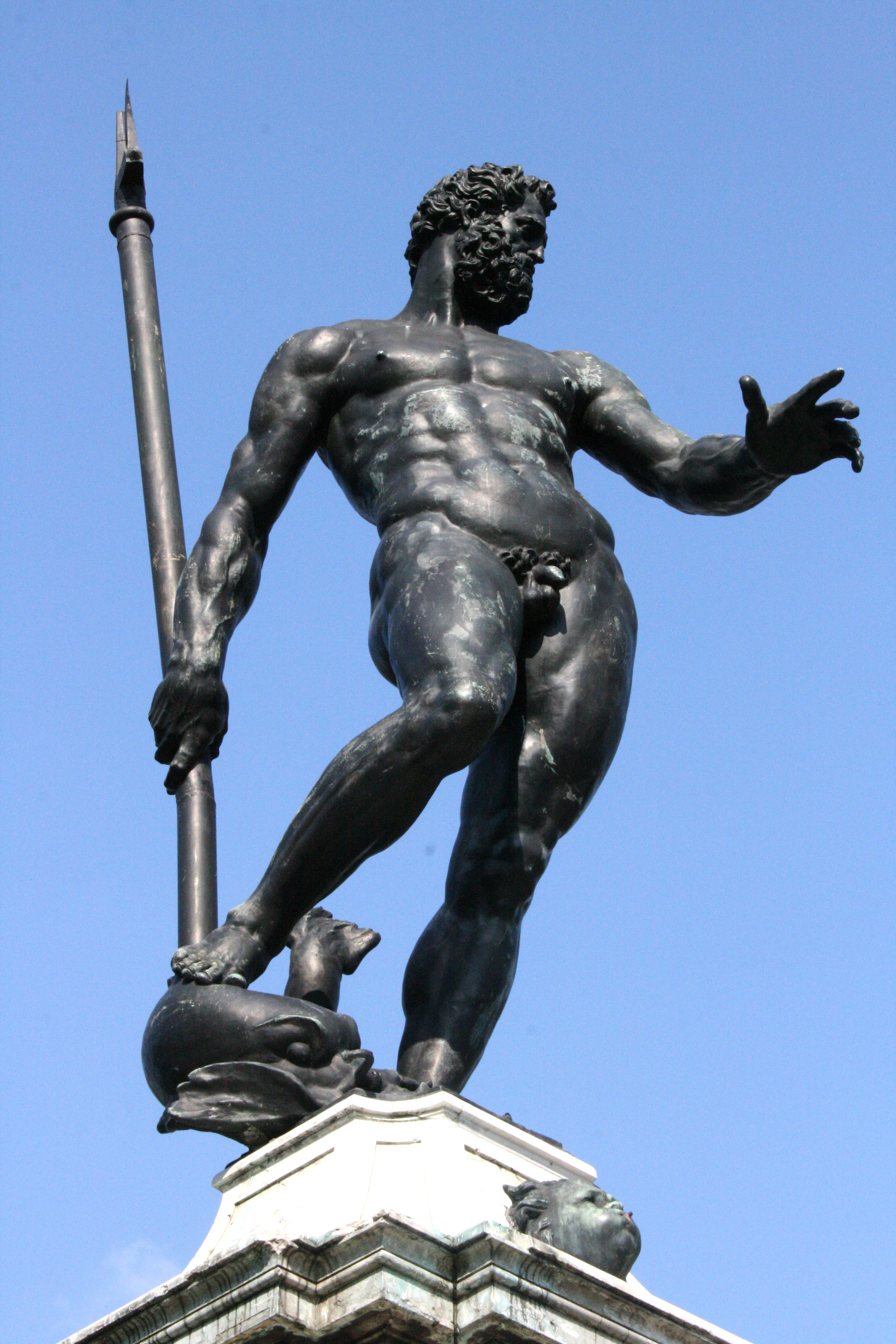
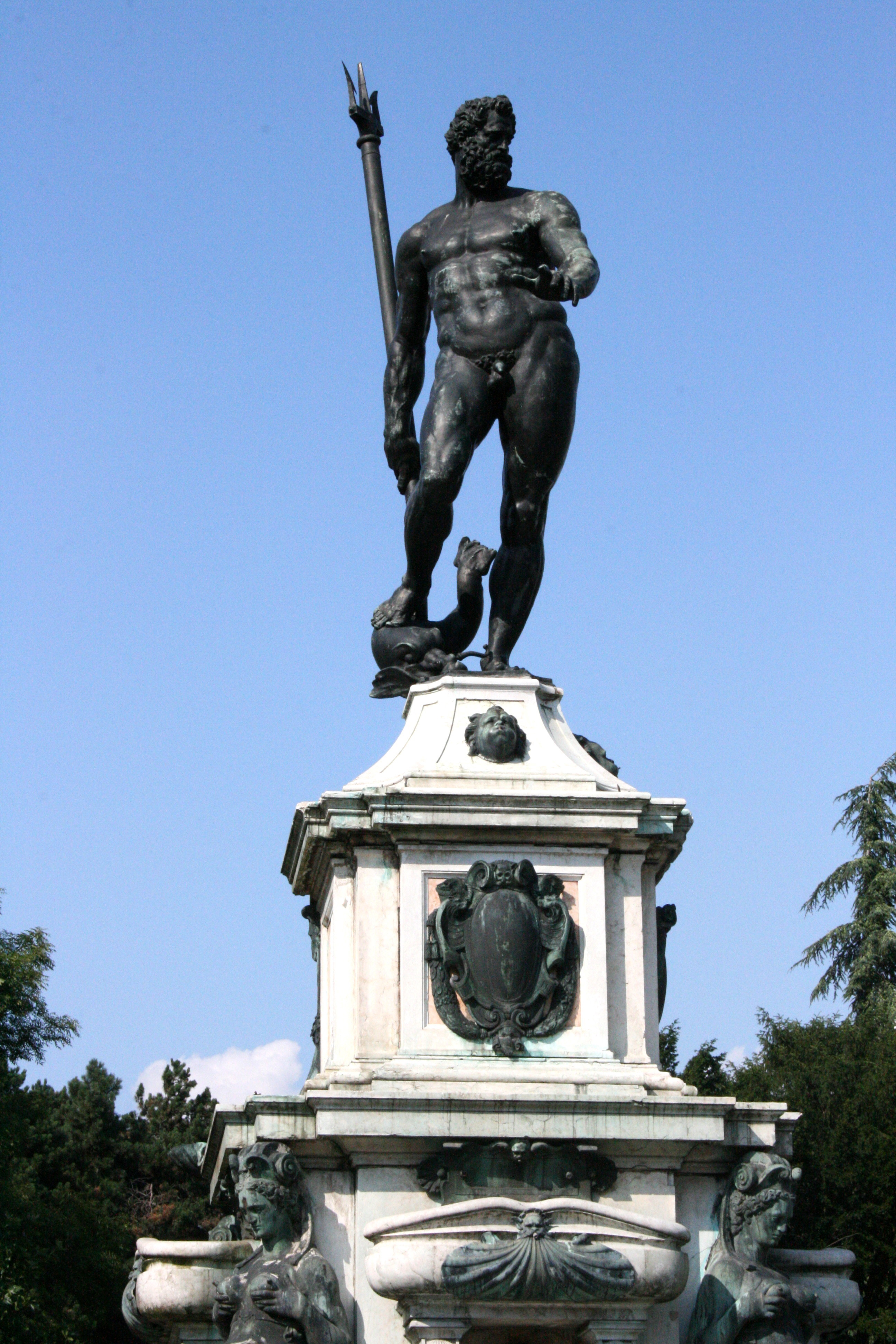